# لوك تومسون (لاعب كرة قدم أسترالية)
لوك تومسون (بالإنجليزية: Luke Thompson)‏ هو لاعب كرة قدم أسترالية أسترالي، ولد في 8 فبراير 1991 في وانجارتا في أستراليا.

## وصلات خارجية
- لوك تومسون على موقع AustralianFootball.com (الإنجليزية)
- لوك تومسون على موقع AFLtables.com (الإنجليزية)